# Нафіссату Тіам
Нафіссату Тіам (англ. Nafissatou Thiam, нар. 19 серпня 1994) — бельгійська легкоатлетка, яка спеціалізується на багатоборстві, триразова олімпійська чемпіонка, багаторазова чемпіонка та призерка світових та континентальних першостей.

## Спортивна кар'єра
Золоту олімпійську медаль та звання олімпійської чемпіонки виборола на Олімпіаді 2016 року в Ріо-де-Жанейро.
22 червня 2019 на змаганнях «Decastar» у Талансі встановила вище світове досягнення у стрибках у висоту в межах семиборства (2,02), перевершивши власне попереднє досягнення (2,01), встановлене у 2018.

## Основні міжнародні виступи
| Рік  | Змагання                       | Місто          | Місце | Дисципліна   | Примітки |
| ---- | ------------------------------ | -------------- | ----- | ------------ | -------- |
| 2011 | Чемпіонат світу серед юнаків   | Лілль          | 4     | семиборство  |          |
| 2012 | Чемпіонат світу серед юніорів  | Барселона      | 14    | семиборство  |          |
| 2013 | Чемпіонат Європи в приміщенні  | Гетеборг       | 6     | п'ятиборство |          |
| 2013 | Чемпіонат Європи серед юніорів | Рієті          | 1     | семиборство  |          |
| 2013 | Чемпіонат світу                | Москва         | 14    | семиборство  |          |
| 2014 | Чемпіонат світу в приміщенні   | Сопот          | 8     | висота       |          |
| 2014 | Чемпіонат Європи               | Цюрих          | 3     | семиборство  |          |
| 2015 | Чемпіонат Європи в приміщенні  | Прага          | 2     | п'ятиборство |          |
| 2015 | Чемпіонат Європи серед молоді  | Таллінн        | 2     | висота       |          |
| 2015 | Чемпіонат світу                | Пекін          | 11    | семиборство  |          |
| 2016 | Чемпіонат Європи               | Амстердам      | 4     | висота       |          |
| 2016 | Олімпійські ігри               | Ріо-де-Жанейро | 1     | семиборство  |          |
| 2017 | Чемпіонат Європи в приміщенні  | Белград        | 1     | п'ятиборство |          |
| 2017 | Чемпіонат світу                | Лондон         | 1     | семиборство  |          |
| 2018 | Чемпіонат Європи               | Берлін         | 1     | семиборство  |          |
| 2019 | Чемпіонат світу                | Доха           | 2     | семиборство  | [ 4 ]    |
| 2021 | Чемпіонат Європи в приміщенні  | Торунь         | 1     | п'ятиборство | [ 5 ]    |
| 2021 | Олімпійські ігри               | Токіо          | 1     | семиборство  |          |
| 2022 | Чемпіонат світу                | Юджин          | 1     | семиборство  |          |

## Особисті рекорди
Нижче наводяться особисті рекорди спортсменки в дисциплінах багатоборства, показані як у межах змагань з багатоборства, так і в межах окремих дисциплін, в яких спортсменка брала участь.
| Дисципліна | Результат | Рік  |
| ---------- | --------- | ---- |
| 100 м з/б  | 13,34     | 2017 |
| висота     | 2,02      | 2019 |
| ядро       | 15,41     | 2019 |
| 200 м      | 24,37     | 2019 |
| довжина    | 6,86      | 2019 |
| спис       | 59,32     | 2017 |
| 800 м      | 2.15,24   | 2017 |

| Дисципліна | Результат | Рік  |
| ---------- | --------- | ---- |
| 60 м з/б   | 8,23      | 2017 |
| висота     | 1,96      | 2017 |
| ядро       | 15,52     | 2018 |
| довжина    | 6,79      | 2020 |
| 800 м      | 2.18,80   | 2021 |